# Sudół
Sudół (německy Sudoll) je vesnice a část okresního města Ratiboř (Racibórz) v okrese Ratiboř. Nachází se v Ratibořské kotlině a ve Slezském vojvodství v jižním Polsku.

## Historie
První písemná zmínka o vesnici pochází z roku 1335. Do roku 1977 byl Sudół součástí obce Krzyżanowice a od roku 1977 je rezidenčním předměstím Ratiboře. Historicky se vesnice jmenovala Suchodół.
Východním směrem od Sudołu se nachází kanál Psinka a polder Racibórz Dolny - vodní dílo, které slouží jako ochrana před rozsáhlými povodněmi řeky Odry.

## Pamětihodnosti
- Kaple z devatenáctého století ve které je umístěna sv. Jana Nepomuckého.[4]
- Kostel Panny Marie Růžencové postavený v letech 1904-1905 v novogotickém stylu.[4]
- Špýchar Sudół je historická památka.[5]

## Galerie

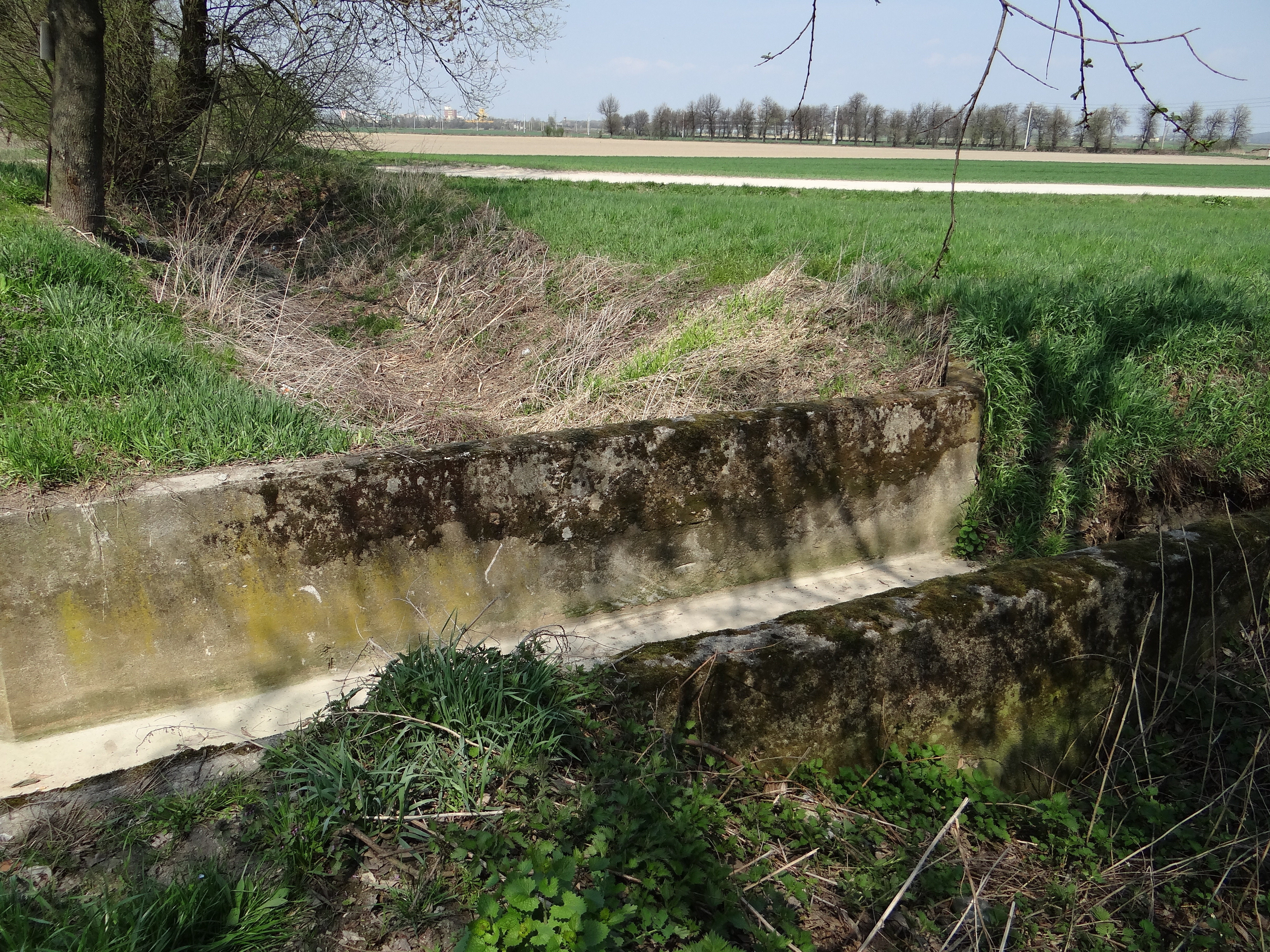
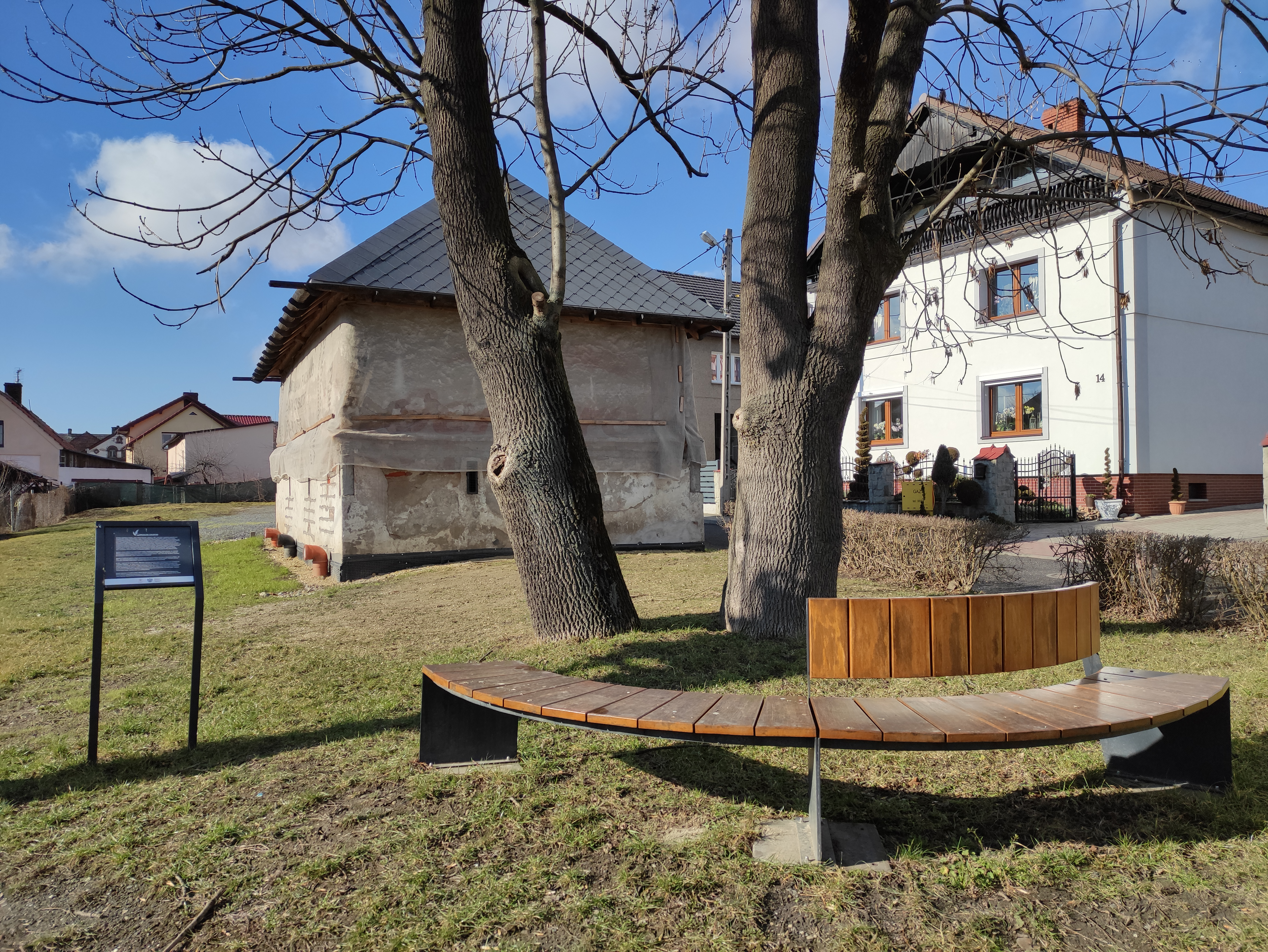